# Интонации (альбом)
| Оценки критиков | Оценки критиков |
| Источник        | Оценка          |
| --------------- | --------------- |
| InterMedia      | [ 1 ]           |

Интонации — пятый студийный альбом украинской певицы Тины Кароль, выпущенный 17 августа 2017 года. Пластинка является седьмой по счёту в дискографии певицы.

## Об альбоме
В альбом вошли 13 новых песен, лишь две из которых были представлены ранее отдельными синглами — «Твої гріхи» и «Перечекати». В него также вошла украинская народная колыбельная «Ой, ходить сон» в обработке и аранжировке самой певицы.
Над альбомом «Интонации» работала команда авторов и аранжировщиков из Лондона, Лос-Анджелеса, Кувейта, Киева и Санкт-Петербурга.

## Продвижение
Тина Кароль в поддержку альбома отправилась в всеукраинский тур, в рамках которого певица даст 55 концертов в 35-ти городах Украины. Премьера программы состоялась 24 августа в Каменец-Подольской крепости.
В Киеве Тина Кароль дала семь сольных концертов подряд на сцене Национального дворца «Украина» — 29, 30, 31 октября и 1, 2 ноября 2017 года.

## Синглы
С альбома было выпущено два сингла: «Твої гріхи» и «Перечекати», на которые также были сняты видеоклипы.

## Список композиций
| №                   | Название             | Текст песни                                                    | Музыка                            | Длительность |
| ------------------- | -------------------- | -------------------------------------------------------------- | --------------------------------- | ------------ |
| 1.                  | «Дикая вода»         | Анастасия Лисицына                                             | Анастасия Лисицына                | 2:50         |
| 2.                  | «Мужчина моей мечты» | Анастасия Лисицына                                             | Анастасия Лисицына                | 3:15         |
| 3.                  | «Тобі здається»      | Наталья Шевчук                                                 | Сергей Сметанин                   | 3:24         |
| 4.                  | «Космічні почуття»   | Тина Кароль, Евгений Триплов, Евгений Кобзарчук, Иван Клименко | Тина Кароль                       | 2:49         |
| 5.                  | «Обіцяй»             | Тина Кароль, Yoad Nevo, Дмитрий Тубольцев                      | Тина Кароль, Nina Smith           | 4:10         |
| 6.                  | «Твої гріхи»         | Дмитрий Тубольцев                                              | Тина Кароль                       | 3:42         |
| 7.                  | «Всё во мне»         | А.Беляев                                                       | Д.Медова                          | 4:42         |
| 8.                  | «Несколько причин»   | Сюзанна Варнина, Роман Варнин                                  | Александр Пьяных, Сюзанна Варнина | 3:20         |
| 9.                  | «Земля»              | Тина Корнет                                                    | Тина Корнет                       | 4:00         |
| 10.                 | «Внезапно»           | Евгений Триплов                                                | Тина Кароль                       | 3:49         |
| 11.                 | «Перечекати»         | Влад Дарвин                                                    | Влад Дарвин                       | 3:17         |
| 12.                 | «Шаг, шаг»           | Ольга Литвиненко                                               | Ольга Литвиненко, Иван Клименко   | 2:22         |
| 13.                 | «Ой, ходить сон»     | народные                                                       | аранжировка Тина Кароль           | 3:18         |
| Общая длительность: | Общая длительность:  | Общая длительность:                                            | Общая длительность:               | 44:58        |

## Критика
Главный редактор Karabas Live Игорь Панасов:
«„Интонации“ — вызов для самой Кароль не только потому, что она рискует вызвать недоумение у части своей публики. Это её попытка как певицы войти в плоть западной музыкальной традиции. Не секрет, что самое сильное её место — это чистокровная лирика, льющаяся свободно, как вода. В новом альбоме её вокалу приходится переживать ломку — просто потому, что музыкальный материал сложнее обычного».
Алексей Мажаев, InterMedia:
«Певица чувствует себя органично именно в мощных произведениях с элементами трагизма, и они ей прекрасно удаются. Стоит ли расширять диапазон за счёт непривычных жанров, вопрос дискуссионный, и ответ на него зависит только от того, захочет ли рискнуть артистка и появятся ли у неё весёлые песенки-хиты, которые просто нельзя будет не взять в репертуар».

## Сертификации и продажи
| Регион         | Сертификация  | Продажи   |
| Стриминг       | Стриминг      | Стриминг  |
| -------------- | ------------- | --------- |
| Украина (IFPI) | 2× Платиновый | 2,000,000 |

1. ↑  Диджитал-агентство присвоило альбому «мультплатиновый» статус, без уточнения о кратности платинового статуса.